# Ужгород
Ужгород (укр. Ужгород, мађ. Ungvár, слов. Užhorod) град је на крајњем западу Украјине. Град је административни центар Закарпатске области. Удаљен је 627 km од Кијева. Ужгород лежи на реци Уж по којој је град добио име. Према процени из 2012. у граду је живело 116.556 становника.
У граду живи 78% Украјинаца, 10% Русина, 7% Мађара и 2% Словака.

## Име града
Име је добио по реци Уж, која дели град на старији и нови део, док се назив город придодао из русинске речи за град (рсн. город). Име Ужгород град добија тек у 20. веку, а пре тога звао се Унгвар (мађ. Ungvár), Ун- по реци Унг (река Уж) и -вар по тврђави (мађ. vár).

## Историја

### Средњи век
Насеље су основали Словени, племе Белих Хрвата населило се на том месту у другој половини првог миленијума. Током 9. века утврђени град се раширио на утврђено феудално насеље, које је тада постало део Словенске кнежевине, на чијем челу је био принц Лаборец, вазал Велике Моравске. 895. године наше ере долазе угарски народи, са владаром Арпадом, оснивач је династије Арпадоваца, који насеље од Словениа и заузме. Кнез Лаборец је био поражен и на реци Лаборец (река још данас носи његово име) одсечена му је глава. По неким историчарима то је више мит, јер су тада Угри дошли на неосвојену земљу.
По доласку Мађара насеље је почело да се развија. 1241-1242. моголски Бату-кан насеље спаљује. У 14. веку град се одупирао династији Анжувинаца. 1318. феудална племишка породица Другет за 360 година настави владање граду. За то време Филип Другет је подигао ужгородску тврђаву. Ужгород је 1460. постао краљевски, слободан град.

### Нови век
У 16-17. веку, за време Тридесетогодишњег рата у граду је било много занатских радњи. Верски рат није изостао ни у граду, између католичких Хабзбурга (Аустрија) и протестантске Трансилваније (Мађари). 1646. потписана је унгварска унија (ужгородска унија); црковна унија где су се православни свештеници придружили грко-католичкој цркви по принципу Брестовске уније из 1596. Церемонија је обављена на Унгаврском граду од стране Ватикана. 1707. године тврђави влада Ференц II Ракоци, вођа бунта против аустријских Хабзбурга. Буна је угушена 1711. када се мења и владар Ужгорода. У самој тврђави Ференц II Ракоци водио је преговоре са руским царом Петром Великим и Лујем XIV од Француске. Револуционарна традиција у Мађара се наставила до Аустријанаца и касније у 19. веку. 27. марта 1848. године Ужгород је подржао Мађарску револуцију.
Године 1869. град добије прву пилану. 28. аугуста 1872. године отворена је железница Ужгород-Чоп, која је преко Чопа повезала са Будимпештом. 1886. године отворена је фабрика намештаја Мундус. 1897. године добио је прву телеграфску линију са Будимпештом.

### Срби у Унгвару током 18-19. века
У граду је за време Јозефинске реформе било известан број богатих Срба, који су имали потребу да саграде православни храм. Аустријски престолонаследник царевић Јосиф II им је током посете граду дозволио да граде православну цркву у месту. Постављен је 1792. године за пароха поп Константин Вулко, Грк. Ту се по извештају 1893. године налазила православна ("грко-источна") црква посвећена Св. Науму. Унгвар је био далеко од груписани српских места, са малим бројем верника, али је то била богата парохијска филијала, парохије у Мишколцу.
Број православних Срба у Унгвару (по подацима за истоимену жупанију) је био мали и лагано опадао. Тако је 1797. године ту живело 87 становника, да би 1867. године српски живаљ бројао само 60 душа. Епархија је намеравала да се у тој црквеној општини, у којој је све мање било Срба, имовина распрода и новац положи на црквени рачун.
Године 1851. у Унгвару је било више претплатника "Сербског летописа" у издању Матице српске из Пеште. Купили су оба броја из те године: Василије Поповић епископ Мункачки и доктор филозофије, Михаило Ђеречки земљедржац "от Ђерека" и саветник Ужгородске жупаније, Јосип Каткић капетан и каваљер, Јован Љаховић Велики судија Ужгородске жупаније, Андреј Љаховић начелник Округа Собранског, Филарет Дожић јеромонах манастира Кувеждина и администратор православне парохије Унгварске. Овде је постојала српска црква до 1896. године када је продата.

### 20. век
Град 1902. године добију и прву електрану. Први светски рат доста је успорио напредак места. 10. септембра 1919. године Закарпатје постаје део Чехословачке. Том приликом, Ужгород је постао аутономни центар. По тријанонском споразуму 1920. године град је остао део Чехословачке. Постојала је између два светска рата "Прикарпатска Русија" са главним градом Ужгородом. Њен гувернер (трећи по реду) је почетком 1938. године био Константин Храбар. Пред Други светски рат Чехословачка је подељена минхенским споразумом између Мађара и немачког Трећег рајха, тако је за време од 1938. до 1944. године град био део Хортијеве Мађарске. Град је ослободила совјетска Црвена армија, са две тенковске колоне 27. октобра 1944. године. Након рата цео регион Закарпатја је 1945. године ушао у састав Совјетског Савеза. Распадом Совјетског Савеза 1991. године град је постао део Украјине.

### 21. век
На почетку 21. века, настављена је убрзана модернизација града, што се делом може захвалити чињеници да град није пролазио кроз дуг и мукотрпан период транзиције као што је то случај са већином других регионалних центара у Украјини. Највише се улагало у инфраструктуру.
Са почетком инвазије Русије на Украјину 24. фебруара 2022. године, кроз град је прошао велики број избеглица из региона који су први били захваћени борбеним дејствима. Такође, у самом граду је остао незанемарљив број избеглица а због свог географског положаја је постао центар пријема хуманитарне помоћи која стиже првенствено из Мађарске и Словачке. Према подацима из априла 2022. године, у граду се налазило близу 50 хиљада избеглица.

## Клима
Ужгород има морску климу (Кепенова класификација климата: Cfb), и близу је до умереноконтиненталне климе (Кепенова класификација климе: Dfb), са променљивом зимом и топлим летом. Најхладнији месец је јануар, најтоплији је јул. У просеку Ужгород има 1950 сунчаних сати годишње.
| Клима Ужгород                   | Клима Ужгород | Клима Ужгород | Клима Ужгород | Клима Ужгород | Клима Ужгород | Клима Ужгород | Клима Ужгород | Клима Ужгород | Клима Ужгород | Клима Ужгород | Клима Ужгород | Клима Ужгород | Клима Ужгород |
| Показатељ \ Месец               | .Јан.         | .Феб.         | .Мар.         | .Апр.         | .Мај.         | .Јун.         | .Јул.         | .Авг.         | .Сеп.         | .Окт.         | .Нов.         | .Дец.         | .Год.         |
| ------------------------------- | ------------- | ------------- | ------------- | ------------- | ------------- | ------------- | ------------- | ------------- | ------------- | ------------- | ------------- | ------------- | ------------- |
| Апсолутни максимум, °C (°F)     | 13,3 (55,9)   | 17,2 (63)     | 25,4 (77,7)   | 29,7 (85,5)   | 33,4 (92,1)   | 35,0 (95)     | 38,6 (101,5)  | 38,4 (101,1)  | 35,9 (96,6)   | 26,1 (79)     | 21,6 (70,9)   | 15,6 (60,1)   | 38,6 (101,5)  |
| Максимум, °C (°F)               | 1,3 (34,3)    | 3,7 (38,7)    | 9,8 (49,6)    | 16,7 (62,1)   | 22,0 (71,6)   | 24,6 (76,3)   | 26,9 (80,4)   | 26,6 (79,9)   | 21,2 (70,2)   | 15,4 (59,7)   | 8,2 (46,8)    | 2,7 (36,9)    | 14,9 (58,8)   |
| Просек, °C (°F)                 | −1,7 (28,9)   | −0,1 (31,8)   | 5,0 (41)      | 11,0 (51,8)   | 16,1 (61)     | 18,8 (65,8)   | 20,9 (69,6)   | 20,3 (68,5)   | 15,5 (59,9)   | 10,3 (50,5)   | 4,7 (40,5)    | −0,2 (31,6)   | 10,1 (50,2)   |
| Минимум, °C (°F)                | −4,8 (23,4)   | −3,7 (25,3)   | 0,6 (33,1)    | 5,5 (41,9)    | 10,4 (50,7)   | 13,1 (55,6)   | 15,0 (59)     | 14,5 (58,1)   | 10,3 (50,5)   | 5,7 (42,3)    | 1,4 (34,5)    | −3,0 (26,6)   | 5,4 (41,7)    |
| Апсолутни минимум, °C (°F)      | −28,2 (−18,8) | −26,3 (−15,3) | −17,5 (0,5)   | −6,2 (20,8)   | −4,4 (24,1)   | 1,5 (34,7)    | 5,4 (41,7)    | 4,4 (39,9)    | −2,2 (28)     | −9,3 (15,3)   | −21,8 (−7,2)  | −24,7 (−12,5) | −28,2 (−18,8) |
| Количина падавина, mm (in)      | 53 (2,09)     | 50 (1,97)     | 43 (1,69)     | 49 (1,93)     | 74 (2,91)     | 76 (2,99)     | 80 (3,15)     | 74 (2,91)     | 72 (2,83)     | 56 (2,2)      | 57 (2,24)     | 68 (2,68)     | 752 (29,61)   |
| Дани са кишом                   | 11            | 10            | 13            | 15            | 16            | 16            | 15            | 13            | 13            | 13            | 14            | 13            | 162           |
| Дани са снегом                  | 14            | 12            | 5             | 1             | 0,03          | 0             | 0             | 0             | 0             | 0,3           | 5             | 12            | 49            |
| Релативна влажност, %           | 82            | 76            | 67            | 62            | 65            | 68            | 67            | 69            | 73            | 76            | 80            | 83            | 72            |
| Сунчани сати — месечни просек   | 59            | 87            | 142           | 190           | 246           | 249           | 274           | 253           | 192           | 151           | 63            | 46            | 1.952         |
| Извор #1: Pogoda.ru.net         |               |               |               |               |               |               |               |               |               |               |               |               |               |
| Извор #2: NOAA (sun, 1961–1990) |               |               |               |               |               |               |               |               |               |               |               |               |               |

## Саобраћај
Ужгород је са осталим градовима добро повезан железницом, преко града Чоп за Мађарску и Словачку. Преко Чопа и Мукачева повезан је са Лавовом (железница преко Карпата).
Кроз град пролази магистрални пут који директно води до граничног прелаза са Словачком (Ужгород-Вишње Њемецке). Гранични прелаз је од Ужгорода удаљен 2 километра, па се може констатовати да је Ужгород својеврстан центар транзитног саобраћаја.
Између града и границе са Словачком се налази аеродром који је имао редовне летове до Кијева до тренутка затварања ваздушног простора изнад Украјине.
Ужгород је једини град који служи као административни центар, а нема развијен систем градског превоза. Директним аутобуским линијама град је повезан са већином оближњих градова, а у експанзији је и понуда редовних линија према иностранству. За мање градове у околини служе мање маршрутке (минибусеви).

## Становништво
У граду је 1941. године било 9576 Јевреја. После капитулације Мађарске у град су 19. марта 1944. године ушли Немци. Установили су Јуденрат са 2 гетоа. У мају 1944. године 5 железничких композиција је депортирало Јевреје у Аушвиц. Преживело је само неколико стотина ужгородских Јевреја.
Према цензусу 1910. године у граду је било 16919 људи. 13590 (80.3%) је било Мађара, 1219 (7.2%) Словака, 1151 (6.8%) Немаца, 641 (3.8%) Русина и 1,6% Чеха. Околина Ужгорода је имала у то време 10541 (39.05%) Мађара, 9908 (36.71%) Словака и 5520 (20.45%) Русина.
Према процени, у граду је 2012. године живело 116.556 становника.
| 1979.  | 1989.   | 2001.   | 2012.   |
| ------ | ------- | ------- | ------- |
| 90.995 | 117.061 | 117.317 | 116.556 |

## Партнерски градови
- Сату Маре
- Бекешчаба
- Њиређхаза
- Сомбатхељ
- Ковалис
- Дармштат
- Кошице
- Кросно
- Јарослав
- Москва
- Орел
- Пула
- Михаловце

## Познати грађани
- Владимир Коман, фудбалер
- Јанош Ердељи, песник, критик, филозоф, етнограф
- Шломо Гансфрид, рабин
- Јожеф Каспарек, одвјетник у Пољској, историчар
- Михаил Копелман, виолиниста
- Јожеф л. Кун, судац у САД
- Самуел Липшиц, шахиста
- Јожеф Сабо, совјетски фудбалер
- Авгуштин Волошин, политик, учитељ, есејист
- Анатолиј Затин, композитор, пианист
- Григориј Жаткович, први гувернер Закарпатије (после Првог светског рата)
- Роман Лика, мис Украјине 2007.

- Ужгородска тврђава
- Греко-католички сабор
- Синагога
- пешачки мост